# Districte de Sant Flor
El Districte de Sant Flor és un dels tres districtes del departament francès de Cantal, a la regió d'Alvèrnia-Roine-Alps. Té 9 cantons i 109 municipis. El cap és la sotsprefectura de Sant Flor.

## Cantons
cantó d'Alancha, cantó de Chaldasaigas, cantó de Condat, cantó de Massiac, Cantó de Murat, cantó de Pèirafòrt, cantó de Ruenas de Marjarida, cantó de Sant Flor Nord, cantó de Sant Flor Sud